# Ярмиш Кіра Олександрівна
Кіра Олександрівна Ярмиш (нар. 11 жовтня 1989, Ростов-на-Дону) — російська громадська діячка, прессекретарка Олексія Навального. Письменниця, авторка романів «Неймовірні події у жіночій камері № 3» (2020) та «Харассмент» (2022).

## Біографія
Кіра Ярмиш народилася в Ростові-на-Дону 11 жовтня 1989. У 2007 році вона без іспитів вступила на факультет міжнародної журналістики МДІМВ, перемігши в олімпіаді «Розумниці та розумники». Після навчання працювала в пресслужбах Пушкінського музею та авіакомпанії «ЮТейр». У 2013 році брала участь у передвиборчій кампанії Олексія Навального, який висунув свою кандидатуру в мери Москви. У серпні 2014 року стала його прессекретаркою та прессекретаркою Фонду боротьби з корупцією. Навальний у зв'язку з цим написав: «Нам було важливо, щоб у прессекретаря було дивне прізвище».
У 2017 році Ярмиш була співведучою з кількома випусками передач «Навальний 20:18» та «Навальний LIVE», вела невеликі новинні політичні випуски під назвою «Сигнал», виступала з антикорупційними заявами від свого імені. Зокрема, вона опублікувала відеоролик, у якому говорила, що другові Путіна Михайлу Ковальчуку належить все телебачення; пізніше Ярмиш визнала наявність у ролику фактичних помилок і вилучила його.
У лютому 2018 року Симонівський районний суд Москви заарештував Ярмиш на 5 діб за твіт, який «формує негативне ставлення до одного із зареєстрованих кандидатів на пост президента Росії»; у травні того ж року Тверський районний суд Москви призначив адміністративний арешт терміном 25 діб за твіти на тему акції «Він нам не цар».
21 січня 2021 Ярмиш затримали за заклики у Твіттері до мітингів на підтримку Навального. Савелівський районний суд Москви присудив їй 9 діб адміністративного арешту за організацію проведення публічного заходу без подання у встановленому порядку повідомлення. 1 лютого Басманний районний суд Москви відправив Ярмиш під домашній арешт у зв'язку зі справою про порушення санітарно-епідеміологічних правил («санітарна справа»), порушеною після мітингів на підтримку Навального. У середині березня цей же суд продовжив домашній арешт до 23 червня 2021. У цій справі Ярмиш визнана політв'язнем організацією «Меморіал».
16 серпня 2021 року суд засудив її до півтора року обмеження волі у «санітарній справі», проте поки вирок не набрав законної сили, вона могла залишити країну. Запобіжний захід у вигляді домашнього арешту було скасовано в день оголошення вироку. 18 серпня 2021 року Кіра відлетіла з Росії в Гельсінкі, Фінляндія.
14 жовтня 2022 Мін'юст Росії вніс Ярмиш до списку фізичних осіб — «іноземних агентів».

## Літературна діяльність
26 жовтня 2020 року у видавництві «Corpus» вийшов роман Кіри Ярмиш під назвою «Неймовірні події у жіночій камері № 3». Головна героїня книги — дівчина Аня, яка потрапила до спецприймача через участь в антикорупційному мітингу. Роман ґрунтується на особистому досвіді автора; Олексій Навальний розповів, що саме він переконав Ярмиш написати книгу.
Книга Ярмиш стала предметом підвищеного попиту. Дмитро Биков назвав «Неймовірні події…» «веселим і захоплюючим тюремним романом», автор якого розповів «про найважливіше і найболючіше — про ту саму нову Росію, яка примудрилася народитися, вирости та відбутися всупереч усьому». За словами Бориса Акуніна, це «дуже своєчасна книга», текст якої «сильніше живий, ніж у Горького». Галина Юзефович назвала роман «дуже особистим, глибоко універсальним, дуже захоплюючим і справді актуальним», що характеризує на рівні метафори природу відносин між людиною та державною машиною в путінській Росії.
«Неймовірні події…» планувалося презентувати на книжковій виставці-ярмарку Non/fiction у Москві у березні 2021 року, проте керівництво ярмарку в останній момент скасувало презентацію. Ярмиш заявила, що це зроблено з політичних мотивів. Михайло Зигар, Євген Ройзман та інші учасники ярмарку підтримали Кіру Ярмиш у своїх виступах.
2022 року у видавництві «Corpus» вийшов другий роман Ярмиш — «Харассмент».

## Особисте життя
За даними «жовтих» ЗМІ, у 2015 році Ярмиш вийшла заміж за чоловіка, на ім'я Олександр, пізніше розлучилася. Пізніше почала зустрічатися з Русланом Шаведдіновим — менеджером проєктів ФБК.